# Christian Stoll (Pfarrer)
Christian Stoll (* 13. Juli 1903; † 6. Dezember 1946) war ein deutscher lutherischer Theologe.

## Leben
Stoll studierte von 1922 bis 1926 Theologie in Erlangen und Berlin. 1928 wurde er Stadtvikar in München. Nach der Ordination 1929 war er Studieninspektor am Predigerseminar Nürnberg, 1932 wurde er Anstaltspfarrer der Diakonie Neuendettelsau. 1933 wurde er theologischer Hilfsreferent im Landeskirchenrat der Evangelisch-Lutherischen Kirche in Bayern in München. Von Mai 1936 bis Mai 1938 war er Mitarbeiter im Rat der Evangelisch-Lutherischen Kirche Deutschlands. Ab 1938 war er Dekan des Dekanats Schwabach und Pfarrer in Katzwang. 1940 wurde er auch Pfarrer in Schwabach. 1941 wurde er Leiter des Martin-Luther-Bundes. Er war Mitglied der Bekennenden Kirche und gehörte zum Reichsbruderrat.
1945 übernahm er die Leitung des Rats der Evangelisch-Lutherischen Kirche Deutschlands, 1946 wurde er Oberkirchenrat der Evangelisch-Lutherischen Kirche in Bayern. Ihm schien eine große Zukunft sicher, er starb aber schon im Dezember 1946 zusammen mit Oberkirchenrat Wilhelm Bogner (1897–1946) bei einem Autounfall. Am 12. Dezember 1946 wurde er in Schwabach beigesetzt.
Stoll verfasste im Frühjahr 1934 einen Entwurf zur Barmer Theologischen Erklärung, der aber bei der Redaktion nicht berücksichtigt wurde. Er war einer der Ersten, der die Erklärung veröffentlichte (in seinen Dokumenten zum Kirchenstreit III), stellte aber sowohl bei diesem Abdruck 1934 als auch noch in einem Gutachten von 1946 fest, dass sie keineswegs als Bekenntnis für die lutherischen Kirchen dienen könne.

## Schriften (Auswahl)
- Das Bekenntnis der Kirche. München 1933.
- mit Adolf Schlatter und Gerhard Schmidt: Das Alte Testament als Buch der Kirche. München 1934.
- Mythus? Offenbarung!. München 1934.
- Interim!. München 1935.
- Vom Abendmahl Christi. Bekenntnis der lutherischen Kirche. München 1935.
- Der Deutsche Lutherische Tag von Hannover. 2.-5. Juli 1935. München 1935.
- Konfessionen?. München 1935.
- Die Synode von Bad Oeynhausen. München 1936.
- Der Weg der Kirche zwischen Erasmus und Karlstadt. München 1936.
- Kirchenzucht. München 1937.
- Die theologische Erklärung von Barmen im Urteil des lutherischen Bekenntnisse. München 1946.
- Der Gott der Passion. Predigten. München 1946.

Als Herausgeber
- Dokumente zum Kirchenstreit. I. Teil: Idee und gegenwärtige Erscheinung der Deutschen Evangelischen Kirche. München 1934 (Digitalisat).
- Dokumente zum Kirchenstreit. II. Teil: Kirche in Not! München 1934 (Digitalisat).
- Dokumente zum Kirchenstreit. III. Teil: Der Kampf um das Bekenntnis. München 1934 (Digitalisat).
- Dokumente zum Kirchenstreit. IV. Teil: Zwischen den Synoden. München 1935 (Digitalisat).
- Dokumente zum Kirchenstreit. V. Teil: Der Weg der Evang.-Luth. Kirche in Bayern. München 1935 (Digitalisat).
- Dokumente zum Kirchenstreit. VI. Teil: Um das Reichskirchenregiment. München 1935 (Digitalisat).